# چیپس (سگ)
چیپس (۱۹۴۰–۱۹۴۶) یک سگ نگهبان آموزش دیده برای ارتش ایالات متحده بود و مشهورترین سگ جنگی از جنگ جهانی دوم بود. چیپس یک ترکیب ژرمن شپرد - کولی - مالاموت بود که متعلق به ادوارد جی رن اهل پلزنت‌ویل، نیویورک بود. مربی چیپس سی‌سی مور بود.

## زندگی‌نامه
سی‌سی مور سرانجام چیپس را به خانواده رن داد. چیپس بلافاصله به دختر رن، گیل، وابسته شد و اغلب او را هر روز تا مدرسه دنبال می‌کرد و زیر میزش دراز می‌کشید. در حین بازی با بچه‌های دیگر، چیپس مداخله می‌کرد و اگر احساس می‌کرد گیل در خطر است، بقیه دختران را با دندان کنار می‌کشید.
در طول جنگ، شهروندانی مانند رن سگ‌های خود را برای انجام وظیفه اهدا کردند. چیپس در سال ۱۹۴۲ برای آموزش به عنوان سگ نگهبان به مرکز آموزش سگ جنگی فرانت رویال، ویرجینیا فرستاده شد. او یکی از چهار سگی بود که به لشکر ۳ پیاده‌نظام در شمال آفریقا، سیسیل، ایتالیا، فرانسه و آلمان اعزام شدند. در ارتش سرباز وظیفه جان پی راول مسئول نگهداری چیپس بود. چیپس به عنوان سگ نگهبان برای کنفرانس روزولت-چرچیل در سال ۱۹۴۳ خدمت کرد. در ۱۰ ژوئیه ۱۹۴۳، چیپس و صاحبش توسط یک تیم مسلسل ایتالیایی در ساحل به دام افتادند. چیپس از صاحبش دور شد و به داخل پناهگاه پرید و به توپچی‌ها حمله کرد. چهار خدمه مجبور به ترک پناهگاه شدند و تسلیم سربازان آمریکایی شدند. راول گفت: «داخل پناهگاه سر و صدای بسیار زیادی راه افتاده بود. بعد از اتمام سر و صدا چیپس را دیدم که گلوی یکی از سربازان دشمن را گرفته بود. او را صدا زدم تا گردنش را رها کند وگرنه آن مرد را می‌کشت». چیپس در این درگیری، دچار زخم و سوختگی پودر شد. در همان روز، به اسیر کردن ده ایتالیایی کمک کرد.
چیپس برای اقدامات خود در طول جنگ، صلیب خدمات برجسته، ستاره نقره‌ای و پرپل هارت را دریافت کرد. با این حال، این جوایز بعداً به دلیل سیاست ارتش که از تقدیر رسمی حیوانات جلوگیری می‌کرد، لغو شد. واحد او به‌طور غیررسمی به او یک نوار تئاتر با نوک پیکان برای فرود هجومی و ستاره خدمت برای هر یک از هشت کمپین او اعطا کرد.
در سال ۲۰۱۸، چیپس پس از مرگ مدال دیکین PDSA را به دلیل تلاش‌هایش در طول جنگ دریافت کرد. در سال ۲۰۱۹، چیپس پس از مرگ مدال شجاعت حیوانات در جنگ و صلح را دریافت کرد.